# Ziegelei Salzmünde

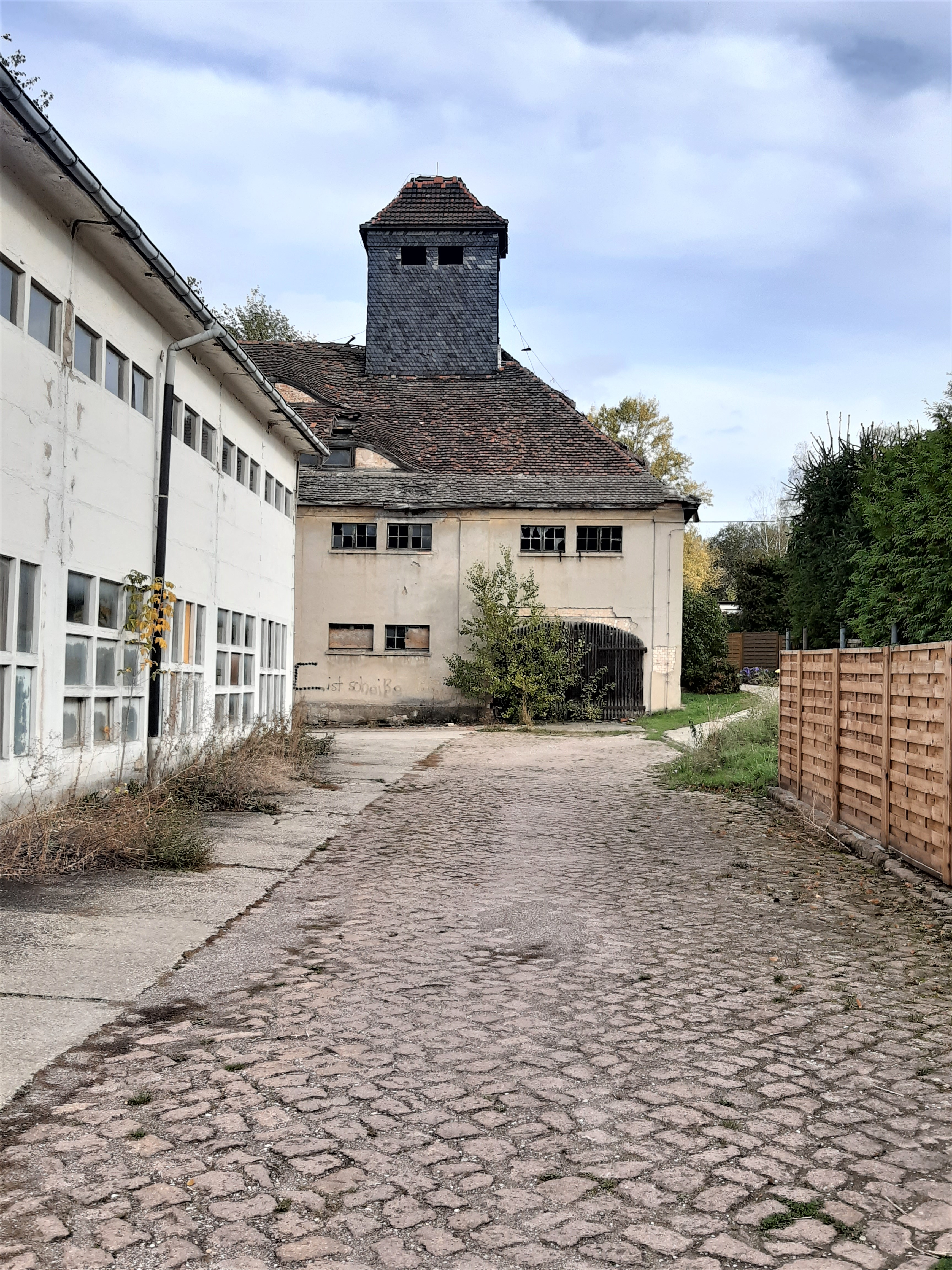
Ziegelei, Blick zum Hauptgebäude (2020)

Die Ziegelei Salzmünde ist ein denkmalgeschützter Bereich in der Ortschaft Salzmünde der Einheitsgemeinde Salzatal in Sachsen-Anhalt. Im örtlichen Denkmalverzeichnis ist der Bereich unter der Erfassungsnummer 094 76799 als Denkmalbereich verzeichnet.
Der Denkmalbereich der ehemaligen Ziegelei umfasst die Hausnummern 1, 2, 2a, 3 bis 13 der Straße Ziegelei in Salzmünde. Die Ziegelei wurde 1832 durch den Gödewitzer Unternehmer Johann Gottfried Boltze errichtet. In der Ziegelei wurden bis zu sechs Millionen Ziegelwaren pro Jahr produziert. Das Gelände besaß eine eigene Bahnanbindung und der sogenannte Saalhafen von Salzmünde wurde bei ihr erbaut. Laut Julius Schadeberg soll die Ziegelei im Jahr 1857 zu den größten Ziegeleien in Preußen gehört haben, Erich Dittrich bezeichnete sie als die größte überhaupt. Heute wird das Gelände nicht mehr genutzt und die Gebäude verfallen langsam.